# فرناندز گیتارز
فرناندز گیتارز (انگلیسی: Fernandes Guitars) شرکت تجهیزات موسیقی ژاپنی است، که در سال ۱۹۶۹ تأسیس شد.